# Kalle Svensson
Karl-Oskar „Kalle” Svensson (ur. 11 listopada 1925 w Västerlöv, zm. 15 lipca 2000 w Helsingborgu) – szwedzki piłkarz, bramkarz. Brązowy medalista MŚ 1950 i srebrny MŚ 1958. Obdarzany przydomkiem Rio-Kalle.
Karierę zaczynał w Kullavägens BK, w pierwszej lidze grał jednak wyłącznie w barwach Helsingborgs IF. Pierwszy raz zagrał jako osiemnastolatek w 1944, ostatni w 1962. W latach 1959–1961 występował w amatorskim Gunnarstorps IF. W 1952 otrzymał nagrodę Guldbollen dla najlepszego szwedzkiego piłkarza. Choć Helsingborgs należał do szwedzkiej czołówki, nigdy nie wywalczył tytułu mistrza kraju.
W reprezentacji Szwecji zagrał 73 razy. Debiutował 13 maja 1949 w spotkaniu z Anglią, ostatnim jego meczem był finał MŚ 58. Znajdował się w kadrze złotych medalistów igrzysk w Londynie w 1948, cztery lata później wraz z kolegami sięgnął po brązowe medale w Helsinkach.